# Too Fast for Love
| 전문가 평가                      | 전문가 평가 |
| 평가 점수                        | 평가 점수   |
| 출처                             | 점수        |
| -------------------------------- | ----------- |
| AllMusic                         | [ 4 ]       |
| Collector's Guide to Heavy Metal | 9/10        |
| Metal Storm                      | 8.8/10      |
| PopMatters                       | favorable   |
| The Rolling Stone Album Guide    | [ 7 ]       |

《Too Fast for Love》는 미국의 헤비 메탈 밴드 머틀리 크루의 데뷔 스튜디오 음반이다. 첫 번째 900장은 1981년 11월 10일, 밴드의 오리지널 레이블인 리아터 레코드에서 발매되었다. 엘렉트라 레코드는 이듬해 밴드에 계약을 체결했고, 이 시점에서 음반은 리믹스되어 부분적으로 재녹음되었다. 트랙 목록이 다르고 약간 다른 커버 아트(예: 커버의 빨간색 글자와 밴드의 다른 내부 사진)이 포함된 이번 재녹음은 이후 모든 재발매에서 파생되는 표준 버전이 되었다. 재녹음된 음반은 〈Stick to Your Guns〉라는 노래도 삭제되었지만 음반의 보너스 트랙 버전에 수록되었다. 음반의 오리지널 믹스는 2002년까지 CD로 발매되지 않은 채로 남아 있었는데, 이 곡은 《Music to Crash Your Car To: Vol. 1》 박스 세트 모음집에 수록되었다.
이 음반은 미국 빌보드 200 차트에서 77위에 올랐지만, 궁극적으로는 플래티넘 지위에 오를 것이다.
〈Stick to Your Guns〉와 〈Live Wire〉라는 곡이 음반 싱글로 발매되었다. 이 커버는 롤링 스톤스의 1971년 음반 《Sticky Fingers》에 대한 오마주이다.

## 발매
첫 번째 녹음 세션은 밴드가 스타우드 나이트클럽을 처음 연주한 지 반년 후인 1981년 10월이었다. 이들은 로스앤젤레스 할리우드 지역의 작은 스튜디오인 히트 시티 웨스트에서 엔지니어 아비 키퍼와 며칠 동안 녹음했다.
리아터 레코드에는 알려진 카세트 한 개와 함께 알려진 세 개의 바이닐 프레스가 있다. 첫 번째 바이닐 프레스는 커버에 흰색 글씨가 있었고 음반 라벨은 검은색 글씨가 있는 흰색이었다. 빈스 닐의 뒷면 커버 사진에는 커다란 에어브러시 헤어스타일을 한 빈스 닐의 모습이 담겨 있다. 두 번째 프레스는 커버에 빨간색 글씨가 있고 음반 라벨은 검은색 글씨로 다시 흰색이다. 두 번째 프레스에는 밴드의 사진 삽입구가 약간 다르다. 세 번째 프레스는 표지에 빨간색 글씨가 있고 음반 라벨은 흰색 글씨가 있는 검은색이다.

## 곡 목록
모든 곡들은 특별한 언급이 없는 한 니키 식스에 의해 작사/작곡하였다.
| #  | 제목                     | 작사·작곡         | 재생 시간 |
| -- | ------------------------ | ----------------- | --------- |
| 1. | 〈Live Wire〉            |                   | 3:14      |
| 2. | 〈Public Enemy #1〉      | 식스, 리지 그레이 | 4:22      |
| 3. | 〈Take Me to the Top〉   |                   | 3:43      |
| 4. | 〈Merry-Go-Round〉       |                   | 3:22      |
| 5. | 〈Piece of Your Action〉 | 식스, 빈스 닐     | 4:39      |

| #   | 제목                   | 작사·작곡 | 재생 시간 |
| --- | ---------------------- | --------- | --------- |
| 6.  | 〈Starry Eyes〉        |           | 4:28      |
| 7.  | 〈Stick to Your Guns〉 |           | 4:20      |
| 8.  | 〈Come On and Dance〉  |           | 3:11      |
| 9.  | 〈Too Fast for Love〉  |           | 4:11      |
| 10. | 〈On with the Show〉   | 식스, 닐  | 4:07      |

## 인증
| 국가                       | 인증     | 판매량/출하량 |
| -------------------------- | -------- | ------------- |
| 캐나다 (뮤직 캐나다)       | 골드     | 50,000^       |
| 미국 (RIAA)                | 플래티넘 | 1,000,000^    |
| ^출하량을 기반으로 한 인증 |          |               |